# Phim trường Thiên Long Bát Bộ
Phim trường Thiên Long Bát Bộ thuộc phía Tây Bắc thành Hạ Quan, thuộc thành phố Đại Lý. Đó là công trình được xây dựng mô phỏng theo kiến trúc thời nhà Tống, có hoàng cung, vương phủ uy nghi, phố xá, tửu lầu, nhà cửa, mái lợp ngói âm. Tên gọi của khu vực này có tên là Thiên Long Bát Bộ vì đây chính là nơi xây dựng phim trường để quay bộ phim Thiên Long Bát Bộ năm 2003 của đạo diễn Trương Kỷ Trung.

## Quy mô
Phim trường rộng 700 mẫu, tương đương 1 triệu 700 USD để xây dựng. 
Phim trường gồm nhiều h5ng mục dùng để quay các cảnh phim, công trình chính là bức tường thành mô phỏng theo khuôn mẫu của thành cổ Đại Lý.

## Điểm tham quan
Không chỉ là một phim trường làm nên sự thành công của bộ phim Thiên Long Bát Bộ năm 2006, phim trường còn là điểm thamq quan không thể bỏ qua của du khách khi đến với thành phố Đại Lý.
Du khách có thể tham quan khu vực phim trường, những cảnh hồi môn của vua quan thời Lý được phim trường tái dựng.

## Phim trường của nhiều bộ phim
- Công chúa Đại Lý
- Trà Mã Cổ Đạo
- Tứ đại Danh Bộ